# ジョゼップ・サミティエール
ジュゼップ・サミティエー・イ・ビラルタ（カタルーニャ語：Josep Samitier i Vilalta、1902年2月2日- 1972年5月5日）は、スペイン・バルセロナ出身のサッカー選手、サッカー指導者、スカウトである。カスティーリャ語名のホセ・サミティエール（José Samitier）、愛称のペペ（Pepe）としても知られる。
選手として古巣FCバルセロナ、マドリードCF、OGCニース、そしてカタルーニャXIとスペイン代表でプレーした。後に監督としてアスレティック・マドリード、OGCニース、CFバルセロナを指導し、さらにスカウトとしてCFバルセロナとレアル・マドリードで働いた。FCバルセロナで彼はパウリノ・アルカンタラに次ぐクラブ歴代通算ゴール数2位の326ゴールを挙げた。選手としての彼は中盤の将軍的な役割の先駆者であり、「魔法使い (mag)」と「ロブスターマン (l'home llagosta)」のニックネームをつけられた。
監督としては1945年にCFバルセロナをラ・リーガ優勝に導いた。またスカウトとしてラディスラオ・クバラを獲得した。しかし、クラブがアルフレド・ディ・ステファノとの契約を試みた際に彼は二重スパイとして暗躍したとして後に告発された。1960年代に彼はエレニオ・エレーラとのいさかいからレアル・マドリードに職を求めた。ディ・ステファノ契約問題での役割やレアル・マドリードへの2度の変節、フランコとの交友などがあったにもかかわらず、FCバルセロナの名選手の一人と見なされ、1972年の死去の際にクラブは国葬のような大規模な追悼式を行った。

## 経歴

### FCバルセロナ選手として
少年時代にFCインテルナシオナルというクラブでのプレーを経て、1919年に17歳でFCバルセロナにデビューした。契約を結んだ時にはボーナスとして夜光時計とスリーピース・スーツを受け取った。クラブのチームメートの中には、彼の幼馴染のサジバルバがいた。カタルーニャの保養地カダケスでの休暇の時期には、サミティエルとサジバルバはサルバドール・ダリらと一緒にサッカーをプレーした。
彼は1925年までにはスペイン国内でもっとも高給取りの選手になった。この時期のチームはジャック・グリーンウェルが監督を務め、サジバルバ、パウリノ・アルカンタラ、リカルド・サモラ、フェリックス・セスマガ、後年にはこれにフランツ・プラトコが加わった。
1919年から1933年までの間にカタルーニャ選手権優勝12回、コパ・デル・レイ優勝5回、そして第1回のラ・リーガタイトルを獲得した。1922年、1925年、1926年、1928年のコパ・デル・レイ決勝で彼はそれぞれ1得点ずつゴールを挙げた。

### 代表
1920年にサミティエールは初めて編成されたスペイン代表のメンバーに選ばれた。チームメートにはリカルド・サモラ、フェリックス・セスマガ、ピチーチ、ホセ・マリア・ベラステらがいた。フランシスコ・ブルによって指導されたスペイン代表は、1920年オリンピックで銀メダルを獲得した。彼はスペイン代表として通算で21試合出場2得点を記録した。
彼はまたカタルーニャXIとして、少なくとも21試合出場15得点を記録した。この時代の記録では正確な数字が不明のため、試合出場や得点の数はより多かった可能性もある。カタルーニャXIではパウリノ・アルカンタラ、サジバルバ、リカルド・サモラとともに、1920年代に地域間大会コパ・プリンセプ・デ・アストゥリエスでの3回の優勝に貢献した。1924年のカスティーリャXIとの決勝戦で彼は2ゴールを奪って4-4の引き分けに持ち込み、再試合でも得点して3-2で勝利した。カタルーニャXIでの彼の最後の試合は、1936年1月19日のレス・コルツでの彼のための感謝試合（引退試合）だった。この試合は彼のゴールによってチェコスロバキアのSKシデニツェと1-1で引き分けた。

### マドリードCF
1933年、歳をとったサミティエールはFCバルセロナの経営陣と言い争うようになり、ファーストチームから落とされた。レアル・マドリード（当時はマドリードCF）はこの状況に敏速につけこんだ。サミティエールはマドリードに加わり、友人のリカルド・サモラ、フランシスコ・ブルと再会した。マドリードでの彼のキャリアは短いものだったが、1932-33シーズンのラ・リーガ優勝と1934年のコパ・デ・エスパーニャ優勝に助力した。

### フランスへの亡命
1936年にサミティエールは監督として短いキャリアを送った。彼はシーズン中盤にフレッド・ペントランドに代わってアスレティック・マドリードの監督に就任したが、降格を防ぎきれなかった。しかし、サミティエールの新たなキャリアとアスレティックの降格はスペイン内戦の勃発により引き延ばされた。彼は無政府主義者の民兵に拘束されたが、そのうちに釈放され、軍艦でフランスへ逃れた。その後、彼の逃亡は国家主義側の御用新聞マルカによって利用された。
1936年10月に彼は選手としてOGCニースに加入して、ここでまたリカルド・サモラと再会した。フランスでは82試合に出場して47得点を挙げた。1939年に選手を引退し、1942年に一時期だけOGCニースの監督だった。

### バルセロナへの復帰
スペインに戻って1944年にCFバルセロナの監督となった。1945年に2度目のラ・リーガ優勝に導き、コパ・デ・オーロ・アルヘンティーナではコパ・デル・ヘネラリシモ勝者のアトレティコ・ビルバオ（アスレティック・ビルバオ）を破った。
サミティエールは続いてクラブのチーフスカウトとして働くようになり、CFバルセロナのもう一人の伝説的名手ラディスラオ・クバラの入団に尽力した。クバラは東欧からの亡命者により成り立っていたチーム「ハンガリア」の選手として1950年の夏にスペインを訪れた。彼らはマドリード選抜XI、スペインXI、RCDエスパニョールと親善試合を行い、レアル・マドリードとサミティエールからの注目を集めた。クバラはマドリードから契約の申し出を受けていたが、サミティエールからCFバルセロナと契約するように説得された。この移籍を実行するにあたり、彼はフランコ政権内での自らのコネクションを活用したといわれている。冷戦の最中でのクバラの西側への亡命はフランコ政権によってプロパガンダに利用され、またクバラとサミティエールはThe Stars Search for Peaceという映画に彼ら自身の役で出演した。

## 選手経歴
- FCバルセロナ 1919-1932
- マドリードCF 1932-1934
- OGCニース 1936-1939

## 指導経歴
- アトレティコ・マドリード 1936
- OGCニース 1942
- CFバルセロナ 1944-1947

## タイトル
選手
FCバルセロナ
- スペインチャンピオン: 1
  - 1928/29
- コパ・デル・レイ: 5
  - 1919-20, 1921-22, 1924-25, 1925-26, 1927-28
- カタルーニャチャンピオン: 12:
  - 1918-19, 1919-20, 1920-21, 1921-22, 1923-24, 1924-25, 1925-26, 1926-27, 1927-28, 1929-30, 1930-31, 1931-32

マドリードCF
- スペインチャンピオン: 1
  - 1932/33
- コパ・デ・エスパーニャ: 1
  - 1933/34

スペイン
- オリンピック: 1
  - 銀メダル 1920

カタルーニャXI
- コパ・プリンセプ・デ・アストゥリエス: 3
  - 1922, 1924, 1926

監督
CFバルセロナ
- スペインチャンピオン: 1
  - 1944/45

- コパ・デ・オーロ・アルヘンティーナ: 1
  - 1945

## 代表歴

### 出場大会
- スペイン代表
  - 1920年 - アントワープオリンピック (銀メダル)
  - 1924年 - パリオリンピック

### 試合数
- 国際Aマッチ 21試合 2得点（1920年 - 1931年）

| スペイン代表 | 国際Aマッチ | 国際Aマッチ |
| 年           | 出場        | 得点        |
| ------------ | ----------- | ----------- |
| 1920         | 3           | 0           |
| 1921         | 0           | 0           |
| 1922         | 2           | 0           |
| 1923         | 3           | 0           |
| 1924         | 3           | 1           |
| 1925         | 5           | 0           |
| 1926         | 0           | 0           |
| 1927         | 0           | 0           |
| 1928         | 2           | 0           |
| 1929         | 0           | 0           |
| 1930         | 0           |             |
| 1931         | 3           | 1           |
| 通算         | 21          | 2           |